# Machi Koro
Machi Koro is een stedenbouwsimulatiespel en een gezelschapsspel tegelijk, ontworpen door Masao Suganuma. Het spel is uitgebracht in 2012, en werd in Nederland gedistribueerd door White Goblin games. Het won in 2015 de Nederlandse prijs voor speelgoed van het jaar.

## Spelverloop
De speler die als eerste zijn/haar vier bezienswaardigheden 'afbouwt' wint het spel. Een afgebouwde bezienswaardigheid levert daarnaast ook enkele privileges op. Het geld dat de speler nodig heeft voor het afbouwen van bezienswaardigheid verdient hij als de dobbelsteen op het cijfer rolt van gebouwen die hij eerder heeft gebouwd. Daarbij zijn verschillende soorten gebouwen.
- Primaire industrie (blauw) leveren altijd geld op (van de bank) als het getal ervan gegooid wordt, ongeacht wie het gooit.
- Secundaire industrie (groen) leveren alleen geld op (van de bank) als de speler die het gebouw heeft het getal ervan gooit.
- Restaurants (rood) leveren geld voor de speler die deze kaart heeft als andere spelers het getal boven de kaart gooien.
- Grote vestigingen (paars) geven de speler de mogelijkheid om strategischer te werk te gaan, hiermee krijgt de speler bijvoorbeeld geld van (een deel van de) andere spelers als de eigenaar van deze kaart het getal ervan gooit.

Afgebouwde bezienswaardigheden leveren privileges op zoals het mogen gooien van 2 dobbelstenen, of het verhogen van de winst van groene en rode kaarten.

## Uitbreidingen en versies
Van Machi Koro zijn diverse uitbreidingen uitgebracht, waaronder de haven en de metropool. Daarnaast zijn er ook andere varianten uitgebreid zoals nacht en voetbal.